# Begonia adpressa
Espèce
Statut de conservation UICN

 VU B1ab(iii)+2ab(iii) : Vulnérable
Begonia adpressa est une espèce de plantes de la famille des Begoniaceae.
Ce bégonia est originaire du Cameroun. L'espèce fait partie de la section Loasibegonia ; elle a été décrite en 1911 par le botaniste Marc Simon Maria Sosef (né en 1960) et l'épithète spécifique, adpressa, signifie « appuyé contre », probablement parce que les poils sont appuyés contre la tige.
Cette espèce rare à floraison jaune, qui pousse entre les rochers des forêts montagneuses, entre 800 et 1,750 m d'altitude, est menacée et considérée comme vulnérable par l'Union internationale pour la conservation de la nature (UICN).